# Shaggy
Shaggy (укр. Шеггі) — сценічне ім'я Орвілла Річарда Баррелла (англ. Orville Richard Burrell, нар. 22 жовтня 1968), американо-ямайського регі-виконавця у проміжку між Бобом Марлі і Шоном Полом. Прізвисько Shaggy було дане йому його друзями ще в підлітковому віці, а виступаючи 27 серпня 2008, Баррелл казав, що прізвисько Shaggy є посиланням на його тодішню зачіску.

## Біографія
Родом із Ямайки, Шеггі виріс у Брукліні (Нью-Йорк) служив у армії у часи операції «Буря в пустелі». Демобілізувавшись, він вирішив використовувати свій легко впізнаваний м'який баритон для запису музики у тому стилі, який був найпопулярніший у нього на Батьківщині. Результатом стала нова версія старого хіта «Oh Carolina», яка мала успіх у танцювальних клубах Європи, а у Великій Британії посіла перше місце у чартах.
Протягом наступних двох років Шеггі вважався виконавцем одного хіта, однак восени 1995 року неочікувано повернув собі перше місце у британських чартах з піснею, яка стане його візитною карткою, — «Boombastic». Ця мелодія, використана у рекламній компанії джинсів Levi's, отримала великий резонанс у США і була розпродана тиражем більше мільйона екземплярів, а супутній альбом виграв премію «Ґреммі» у категорії «найкращий альбом у стилі регі». У 2007 році ця пісня була використана як саундтрек у фільмі «Містер Бін на відпочинку».
Закріпивши свої позиції як регі-виконавець номер один, Шеггі пробував себе у різних областях, однак з часом його популярність стала згасати і лейбл Virgin урешті-решт списав його з рахунків і розірвав контракт з виконавцем.
У 2001 році Шеггі випустив свій найкращий альбом, «Hot Shot», який розійшовся тиражем більш ніж шість мільйонів екземплярів, зайнявши вершину Billboard Top 200 протягом шести тижнів і став таким чином найприбутковішим альбомом в історії регі. Два сингли з нього: «It Wasn't Me» і «Angel», очолювали хіт-паради продажів по обидві сторони Атлантики, включаючи Billboard Hot 100. Пізніші записи Шеггі не змогли повторити подібного успіху.

## Дискографія
- 1993: Pure Pleasure
- 1994: Original Doberman
- 1995: Boombastic US #34, UK #37 (Platinum)
- 1997: Midnite Lover (Platinum)
- 2000: Hot Shot US #1, UK #1 (6x Platinum)
- 2002: Lucky Day US #24 (Gold)
- 2005: Clothes Drop US #144
- 2007: Intoxication
- 2008: Best of Shaggy: The Boombastic Collection UK #22